# Anne-Éléonore de Stolberg
Anne-Éléonore de Stolberg-Wernigerode née le 26 mars 1651 et décédée le 27 janvier 1690 était une noble allemande, membre de la Maison de Stolberg et par mariage, princesse d'Anhalt-Köthen.
Née à Ilsenburg, elle est le second enfant d'Henri-Ernest de Stolberg-Wernigerode et d'Anne-Élisabeth de Stolberg.
Elle épouse, à Ilsenburg le 23 mars 1670, Emmanuel d'Anhalt-Köthen. Le mariage ne dure que 8 mois, Emmanuel décédant le 8 novembre.
Enceinte de trois mois à la mort de son époux, Anna-Éléonore est nommée régente de la principauté d'Anhalt-Köthen jusqu'à la naissance de l'enfant. S'il s'agit d'un garçon, il devient le nouveau prince et sa mère conserve la régence, si c'est une fille, la principauté est partagée entre les autres princes de la famille d'Anhalt.
Le 20 mai 1671, Anna-Éléonore donne naissance à un fils, Emmanuel-Lebrecht d'Anhalt-Köthen qui devient prince. Anna-Éléonore conserve la régence jusqu'à sa mort. Jean-Georges II d'Anhalt-Dessau lui succède comme régent jusqu'en 1692, date de la majorité d'Emmanuel-Lebrecht.